# Храм Хонсу

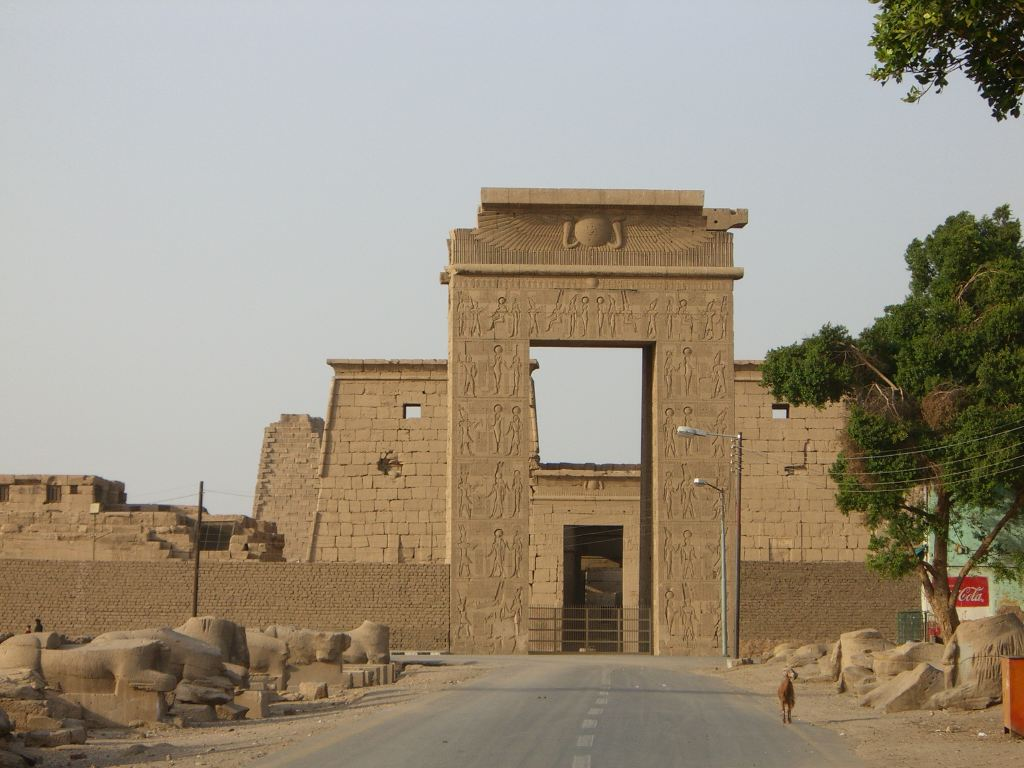
Вхід до храму Хонсу (Брама Птолемея III)

Храм Хонсу — давньоєгипетський храм, збудований у Карнаці.

## Історія
Є зразком найбільш повного храмового комплексу часів Нового царства, первинно був зведений за часів правління Рамсеса III на місці давніших храмів.
Вхід до храму був збудований за Птолемея III, який побудував браму та стіну навколо комплексу (дотепер збереглась лише брама). Написи на внутрішній площі храму було зроблено за Херіхора.
Гіпостильну залу збудував Нектанеб I, але вона не має звичних для давньоєгипетських храмів великих розмірів. Всередині тієї зали було знайдено дві скульптури у вигляді бабуїнів, які було встановлено за часів Сеті I, й тому вони, імовірно, належать до більш ранніх споруд, що розташовувались на місці храму.

## Галерея

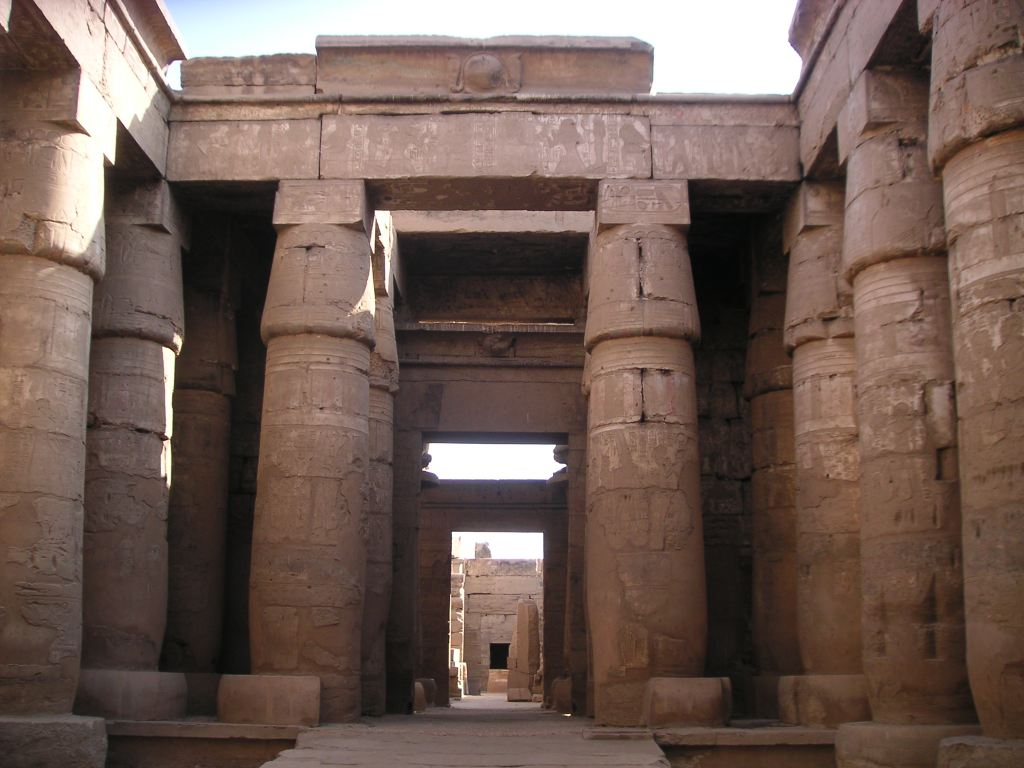
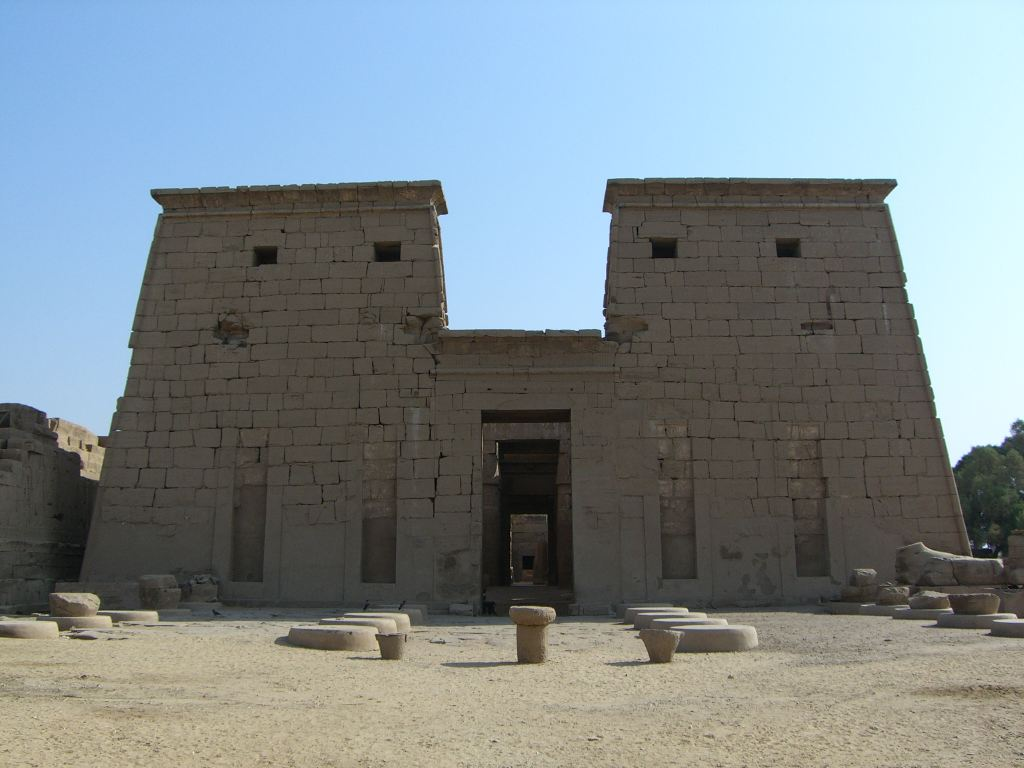
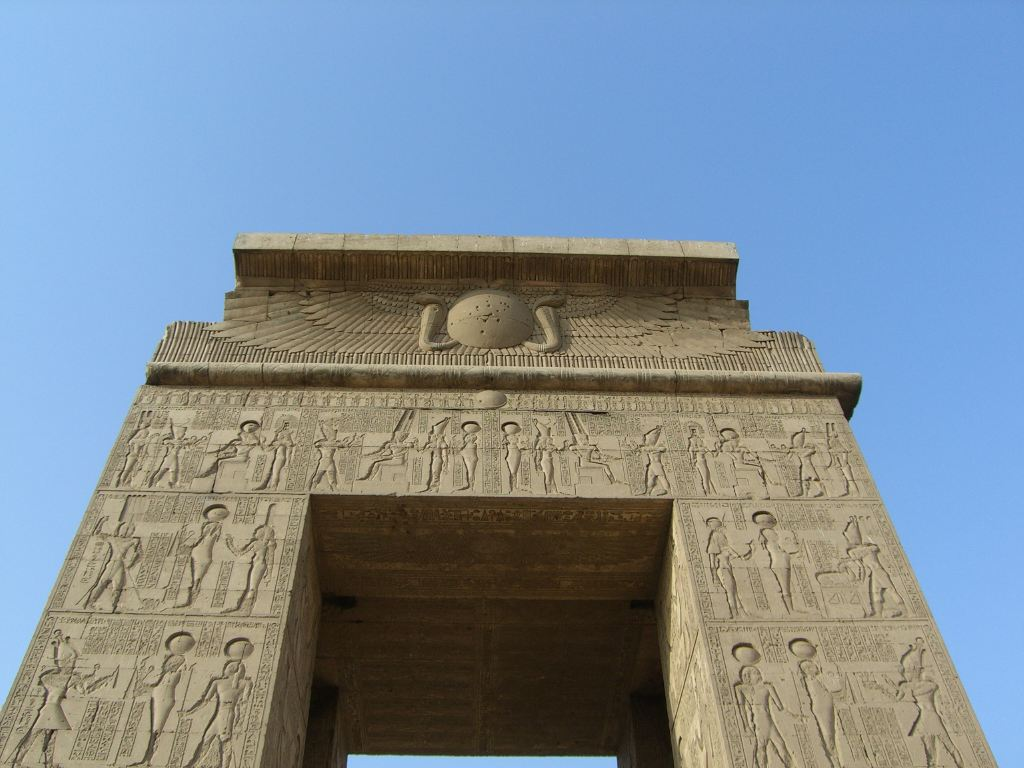
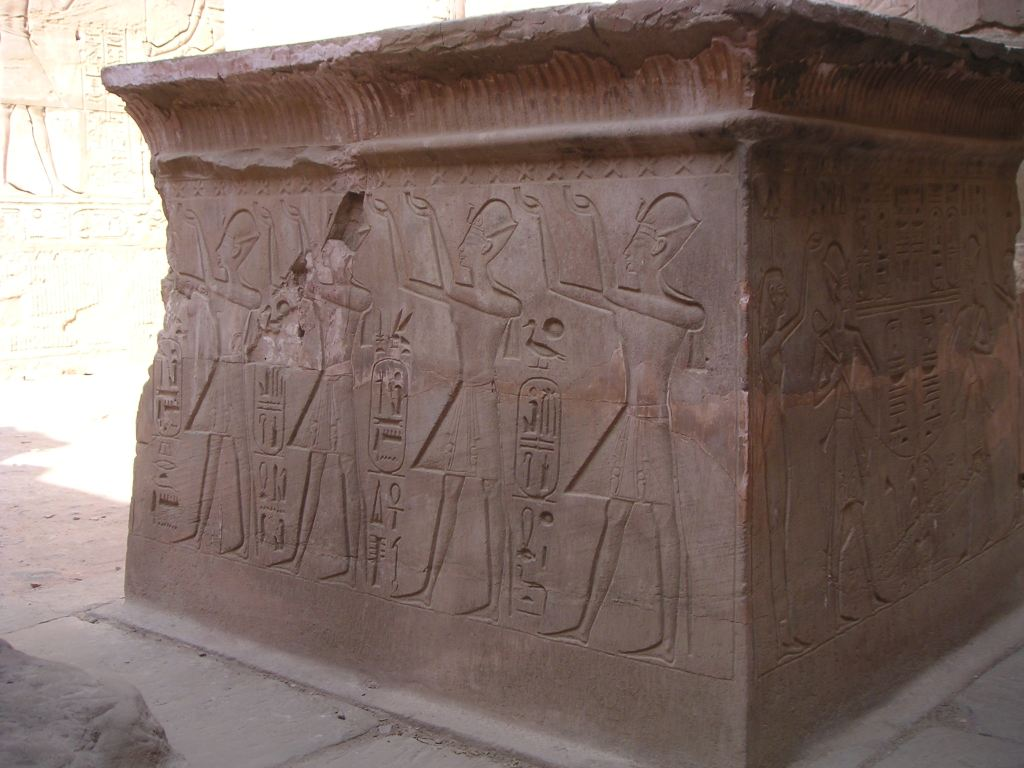
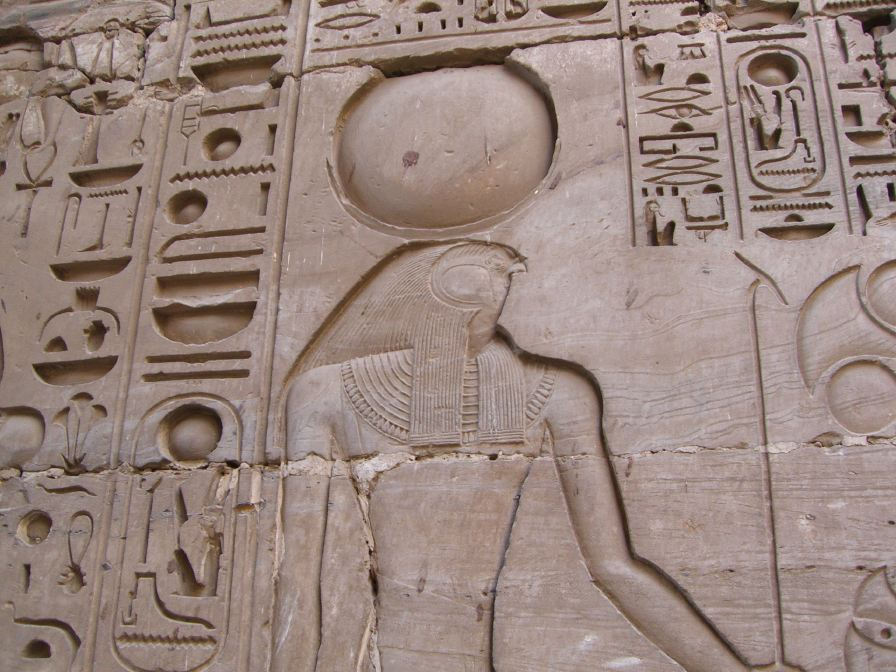
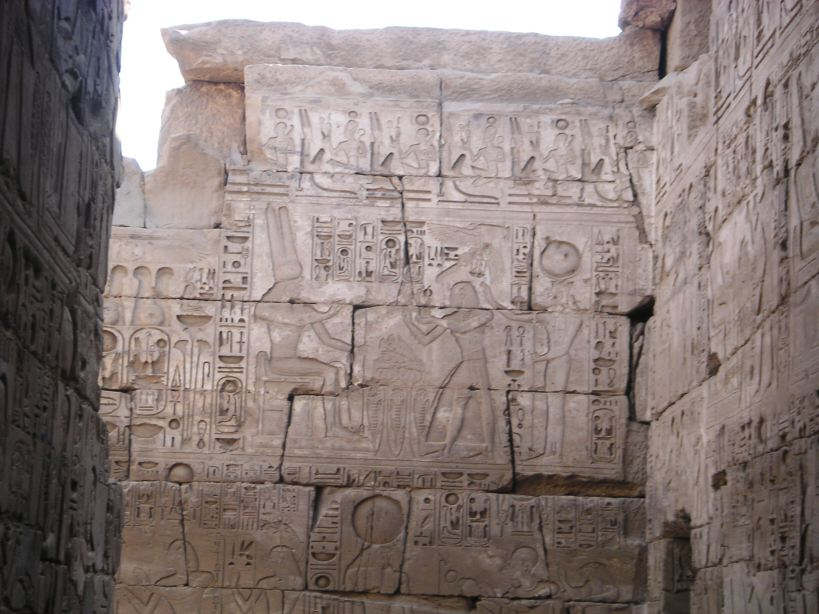
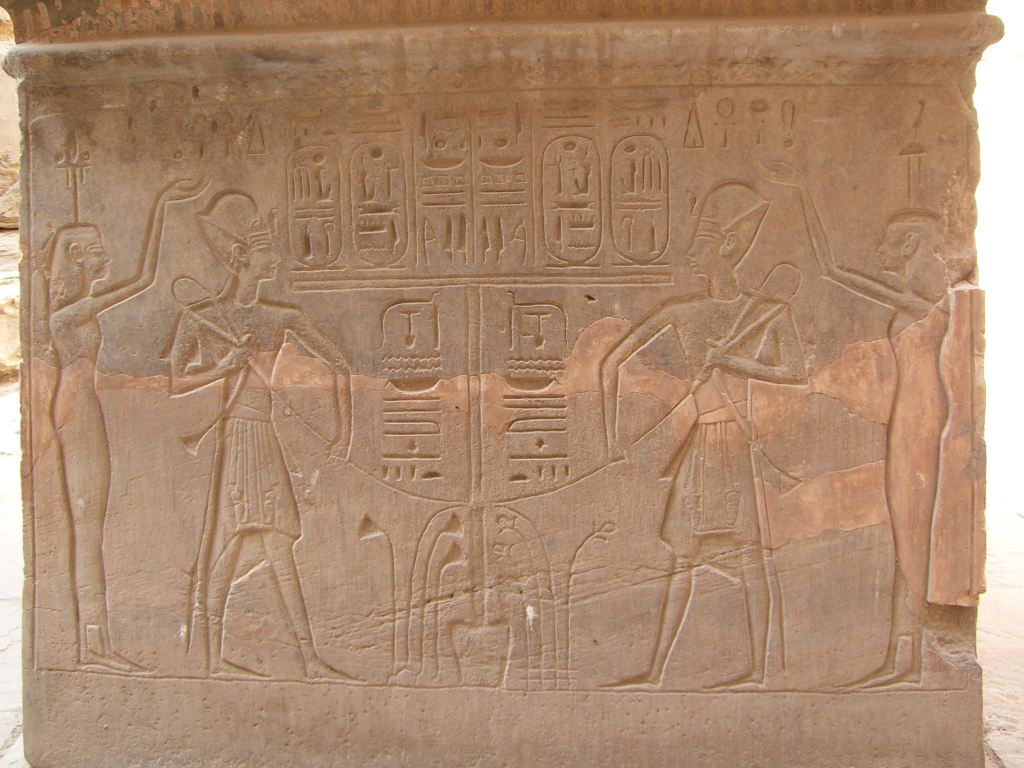
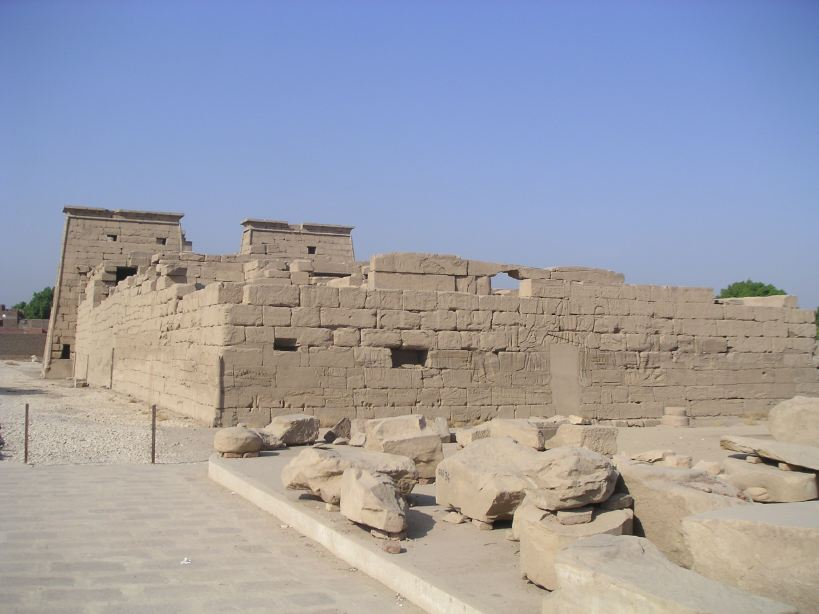